# Franz Schubert
Franz Peter Schubert (n. 31 ianuarie 1797, Alsergrund⁠(d), Viena, Austria – d. 19 noiembrie 1828, Viena, Imperiul Austriac) a fost un compozitor romantic austriac.
Datorită înclinării sale pentru pian și vocea umană, numele lui Franz Schubert este asociat cu precădere cu liedul. În general, versurile care l-au inspirat pe muzician aparțin poeților romantici, tematica pieselor fiind și ea identică cu cea abordată de aceștia. Creația lui Schubert era străină de virtuozitatea cerută de sălile de concerte sau de saloanele muzicale ale Vienei. În schimb, compozitorul prefera să scrie pentru prietenii apropiați, care participau la serile de muzică organizate de acesta, seri care mai erau numite și „schuberiade”. Aici se adunau iubitorii liedului, care aveau privilegiul să asculte celebra voce a lui Vogl, acompaniată la pian chiar de muzician.
În afară de acest gen de piese, Franz Schubert a mai scris literatură pianistică pentru patru mâini, piese care erau foarte căutate de public și de editori, mai ales pentru faptul că acest gen de muzică putea fi abordată acasă, în “cameră”. În general, acestea erau marșuri, poloneze și rondouri, dar și sonate. De altfel, acestea au fost create mai mult cu scop didactic, pentru că Schubert era profesorul familiei Esterhazy. Dar chiar și așa, dintre piese se remarcă mai ales Marele duet, care dă impresia de simfonie, și Fantezia în fa minor. Deși a trăit doar 31 de ani, Franz Schubert a scris, ca orice geniu, impresionant de mult. Sute de lieduri, simfonii, uverturi, cvartete, sonate, mise, piese corale și lucrări pentru teatru muzical, toate se regăsesc în creația acestui muzician. Totodată, el este și creatorul impromptu-ului, un gen improvizatoric. Schubert a compus opt astfel de piese, toate constituind o piatră de încercare pentru orice pianist.

## Biografia

### Tinerețea și educația
Schubert s-a născut în Himmelpfortgrund, Viena, Arhiducatul Austriei pe 31 ianuarie 1797. Tatăl său, Franz Theodor Schubert, fiul unui țăran moravian, a fost un învățător la o parohie; mama sa, Elisabeth (Vietz), a fost fiica unui fierar silezian și a fost o servitoare pentru o familie vieneză înainte de căsătorie. Dintre cei 14 copii ai lui Franz Theodor (unul dintre ei nelegitim, născut în 1783), 9 au murit în copilărie.
Tatăl a fost un bine-cunoscut învățător, iar școala sa din Lichtental (în al nouălea district al Vienei) era frecventată de numeroși elevi. Deși nu a fost recunoscut (nici măcar instruit) ca muzician, a lăsat cunoștințele muzicale de bază fiului său talentat.

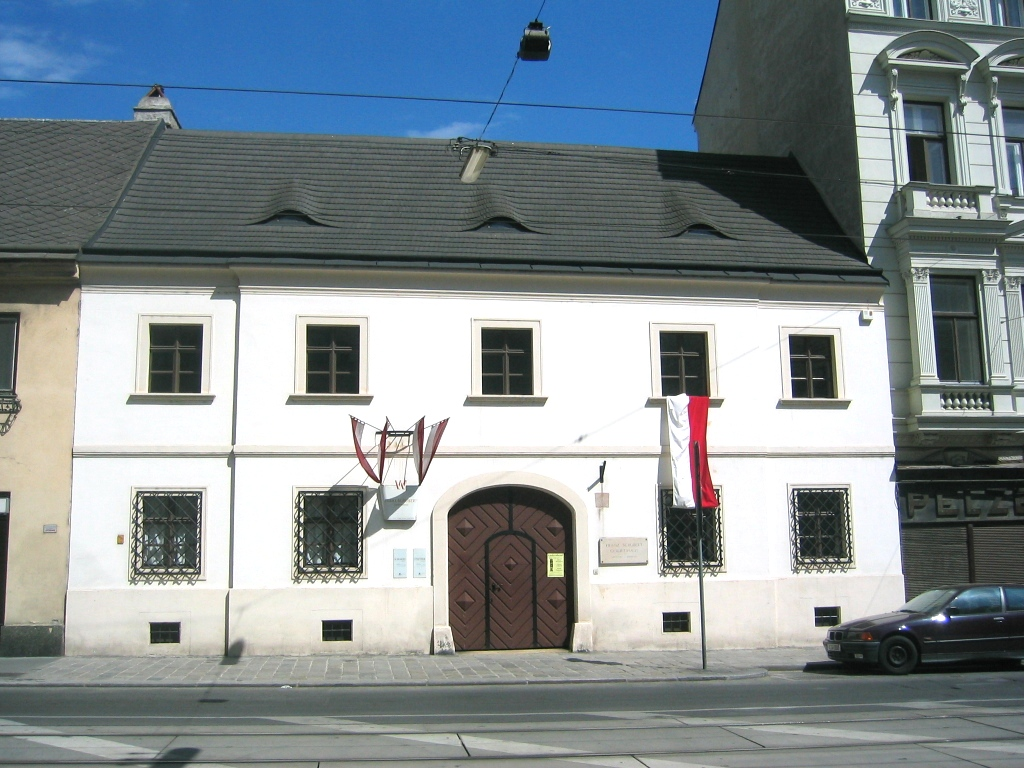
Casa natală a lui Franz Schubert, azi Nussdorfer Strasse 54

La 6 ani, Franz a început să fie instruit regulat de tatăl său, iar un an mai târziu a fost înscris la școala tatălui. Educația sa muzicală a început cam în același timp. Tatăl l-a învățat tehnici de bază pentru cântatul la vioară, iar Ignaz, fratele său, îi dădea lecții de pian. La 7 ani, a primit primele lecții din afara familiei, de la Michael Holzer, organist și director al corului de la parohia din Lichtental; lecțiile se poate să fi constat, în mare măsură, în conversații și expresii de admirație. Băiatul se pare să fi învățat mai multe de la un cunoscut al unui ucenic al tâmplarului, care îl ducea într-un loc din apropiere unde Franz putea exersa pe instrumente mai bune. Totodată, cânta la violă în cvartetul de coarde al familiei, în cadrul căruia frații Ferdinand și Ignaz cântau la prima și a doua vioară, iar tatăl lor la violoncel. Franz a scris primele cvartete pentru coarde pentru acest ansamblu.
Tânărul Schubert a intrat prima dată în atenția lui Antonio Salieri; în 1804 talentul său vocal a fost recunoscut. În octombrie 1808, a devenit elev la Stadtkonvikt (Seminarul Imperial), printr-o bursă a corului. La Stadtkonvikt, a învățat despre uverturile și simfoniile lui Mozart, despre simfoniile lui Joseph Haydn și ale fratelui său mai mic, Michael. Expunerile la acestea, dar și la alte lucrări, combinate cu vizite ocazionale făcute operei, au creat fundația pentru o educație muzicală mai vastă. O importantă influență a fost Johann Rudolf Zumsteeg, un important compozitor de lieduri din acea vreme. Tânărul elev precoce dorea „să le modernizeze”, așa cum afirma Joseph von Spaun, prietenul lui Schubert. Prietenia lui Schubert cu Spaun a început la Stadtkonvikt și a ținut pe tot parcursul scurtei sale vieți. În acele zile, Spaun, mai înstărit, îi dădea lui Schubert, mai sărac, o mare parte din hârtia sa de manuscript.
Între timp, geniul lui Schubert a început să iasă la iveală în compozițiile sale. Era lăsat, ocazional, să dirijeze orchestra de la Stadtkovikt, iar Salieri a decis să îl învețe în privat teorie muzicală și compoziție. A fost prima orchestră pentru care a scris, și și-a devotat mult din restul timpului său la Stadtkonvikt ca să compună muzică de cameră, numeroase cântece, piese pentru pian și, mai ambițios, lucrări liturgice pentru cor.

### Profesor la școala tatălui său
La sfârșitul anului 1813, a plecat de la Stadtkonvikt și s-a întors acasă ca să predea la Normalhauptschule. În 1814, a început să predea celor mai tineri elevi. A continuat, totuși, să ia lecții private de compoziție de la Salieri, care i-a dat lui Schubert mai mult antrenament tehnic decât oricare alt profesor, înainte să-și despartă drumurile în 1817.
În 1814, Schubert a întâlnit o tânără soprană pe nume Therese Grob, fiică a unui fabricant de mătase din zonă, pentru care a scris mai multe dintre piesele sale liturgice (incluzând „Salve Regina” și „Tantum Ergo”). Schubert a dorit să se căsătorească cu ea, însă a fost împiedicat de aspra lege dată în 1815 conform căreia un mire aspirant trebuia să demonstreze că are posibilitățile necesare pentru a susține o familie.
Unul dintre cei mai prolifici ani ai lui Schubert a fost 1815. A compus peste 20.000 de măsuri muzicale, din care mai mult de jumătate au fost pentru orchestră, incluzând 9 lucrări muzicale pentru biserică (cu toate că era agnostic), o simfonie și aproximativ 140 de lieduri. În acel an, i-a cunoscut și pe Anselm Hüttenbrenner și pe Franz von Schober, cu care va rămâne prieten pe tot parcursul vieții. Un alt prieten, Johann Mayrhofer, i-a fost prezentat de către Spaun în 1814.

### Susținut de prieteni
Schimbări semnificative au avut loc în 1816. Schober, un student, l-a invitat pe Schubert să locuiască în casa mamei sale, iar această propunere a fost făcută la momentul potrivit deoarece lui Schubert tocmai ce îi fusese refuzată propunerea de a fi kapellmeister la Laibach. La finalul anului era deja musafirul lui Schober. Pentru un timp, el a încercat să crească veniturile casei predând ore de muzică, dar le-a abandonat curând în favoarea compoziției: „Compun în fiecare dimineață și când o lucrare este gata, încep alta. În acest an, s-a concentrat pe lucrări orchestrale sau corale, deși a continuat să scrie și lied. Multe dintre lucrările sale nu au fost publicate, dar manuscrise și copii circulau între prietenii și admiratorii săi.
La începutul anului 1817, Schober i-a făcut cunoștință cu Johann Michael Vogl, un bariton promițător. Vogl, pentru care Schubert a compus multe lieduri, a devenit unul dintre cei mai importanți partizan al lui Schubert în cercurile muzicale vieneze.  
Schubert și-a petrecut vara anului 1818 predând muzică familie contelui Johann Karl Esterházy în Zseliz (Slovacia), unde a fost plătit destul de bine, având ca îndatoriri orele de pian și de canto cu cele două fiice ale contelui, timpul permițându-i și să compună. La începutul anilor 1820, Schubert făcea parte dintr-un cerc închis de artiști și studenți care aveau întâlniri cunoscute sub numele de Schubertiade. Cercul strâns de prieteni cu care Schubert se înconjura s-a împrăștiat. Schubert și patru dintre prietenii său au fost arestați de poliția austriacă, care (ca o consecință a Revoluției franceze și a Războaielor Napoleoniene) au fost erau împotriva activităților revoluționare și suspicioși asupra oricăror întruniri de studenți sau tineri. Unul dintre prietenii lui Schubert, Johann Senn, a fost judecat, închis pentru un an și exilat permanent din Viena. Ceilalți patru, incluzându-l pe Schubert, au fost sever admonestați pentru „proteste vehemente împotriva oficialităților cu limbaj insultător și infam”. În timp ce Schubert nu l-a mai văzut pe Senn niciodată, el a scris muzică pe câteva dintre poemele sale, „Selige Welt” (D. 743) și „Schwanengesang” (D. 744). Incidentul ar fi putut juca un rol în separarea de Mayrhofer, cu care el locui la acea vreme. 
A fost poreclit „Schwammerl” de către prietenii săi, care este descris de Gibbs ca traducându-se ca „Butoiaș” sau „Ciupercuță”, din cauza înălțimii sale de 1,52 m.

### Maturitatea muzicală
Compozițiile dintre anii 1819 și 1820 prezintă o evoluție și o maturizare marcantă a stilului. Oratoriul neterminat, Lazarus (D. 689) a fost început în februarie, fiind urmat de un număr de lucrări mai mici, precum imnul „Der 23. Psalm” (D. 706), octetul „Gesang der Geister über den Wassern" (D. 714), Cvartetul în Do minor (D. 703) și Fantezia în Do major pentru pian (D. 760). De un interes notabil este punerea în scenă în 1820 a doua dintre operele lui Schubert: Die Zwillingsbrüder (D. 647) a fost interpretată la Theater am Kärntnertor pe 14 iunie, iar Die Zauberharfe (D. 644) a fost interpretată la Theater an der Wien pe 21 august.
Hitherto, lucrarea de cele mai mari dimensiuni a sa (înafara miselor) a fost interpretată de orchestra de amatori la Gudelhof, o societate care s-a dezvoltat dintr-un cvartet. În această perioadă a început să își asume o poziție mai proeminentă, adresându-se unui public mai larg. Directorii editurilor, cu toate acestea, au rămas distanți, dar Anton Diabelli a acceptat ezitant să printeze unele dintre lucrările sale pe comision. Primele șapte opusuri (toate lieduri) au apărut în aceste condiții; apoi comisionul a încetat, iar el  a început să primească venituri modeste, ceea ce a fost tot ce marea editură l-a plătit vreodată. Situația s-a îmbunătățit într-un fel în martie 1821, când Vogl a interpretat liedul „Der Erlkönig" (D. 328) la un concert care a fost foarte bine primit. Luna aceea, Schubert a compus Variațiuni pe un vals de Diabelli (D. 718), fiind unul dintre cei cinci compozitori care au contribuit la publicația Vaterländischer Künstlerverein. 
Producția celor două opere ale sale i-a atras atenția mai mult ca oricând către scenă, unde, din motive variate, el a avut un eșec complet. Cu toate acestea, a demarat 20 de proiecte scenice, fiecare dintre ele eșecuri, care au fost uitate repede. În 1822, Alfonso und Estrella au fost refuzate, în mare parte din cauza libretului. Fierabras (D. 796) a fost respins în toamna lui 1823, dar aceasta s-a datorat în mare parte din cauza popularității lui Rossini și a stilului italian de operă, dar și a eșecului lui Carl Maria von Weber cu Euryanthe. Die Verschworenen (Conspiratorii, D. 787) a fost interzisă de cenzură (aparent din cauza titlului), iar Rosamunde, Fürstin von Zypern (D 797) a fost retrasă după două nopți de la premieră, din cauza piesei de teatru de proastă calitate pentru care Schubert a compus muzică neînsemnată. Dintre aceste lucrări, două dintre ele au fost compuse în așa fel încât interpretarea lor ar fi extraordinar de dificilă (Fierabras, de exemplu, are peste 1000 de pagini de partitură manuscrisă), dar Die Verschworenen este o comedie atractivă, iar Rosemunde conține unele dintre cele mai încântătoare linii melodice pe care Schubert le-a compus vreodată. În 1822, el a făcut cunoștință cu Weber și Beethoven, dar niciuna dintre aceste întâlniri nu au avut o mare influență. Despre Beethoven se spune că a remarcat talentul tânărului de câteva ori, dar majoritatea dintre acestea sunt doar legende și, în orice caz, el nu ar fi putut știi adevărata arventură a compoziției lui Schubert, în special a muzicii instrumentale, din cauză că prea puține dintre compoziții au fost publicate în timpul vieții compozitorului. 

### Ultimii ani și capodoperele sale
În ciuda preocupărilor sale scenice, Schubert a găsit timp în acești ani pentru câteva compoziții semnificative. A completat Misa în La bemol major (D. 678) și, în 1822, a demarat o lucrare care a arătat mai mult ca oricare alta a acestor ani, maturitatea viziunii sale personaje, Simfonia în Si minor „Neterminata” (D. 759). Motivul pentru care a lăsat-o neterminată după două părți și câteva schițe ale celei de a treia rămâne o enigmă și este remarcabil faptul că nu a mărturisit motivul nimănui, deși, cum Brian Newbold remarcă, el trebuie să se fi simțit emoționat de ceea ce a reușit să realizeze. 
În 1823, Schubert, în afară de Fierabras, a compus primul ciclu de lieduri de scară largă,
Die schöne Müllerin (D. 795), pe versurile lui Wilhelm Müller. Acest ciclu de lieduri, alături de Winterreise (D. 911, compus tot pe versurile lui Müller în 1827) este considerat unul dintre punctele culminante ale genului de lied. A compus și liedul Du bist die Ruh’ (D. 776) în același an. De asemenea, în acest an au apărut primele semne ale sifilisului. 
În 1824, a compus Variațiuni în Mi minor pentru flaut și pian pe Trockne Blumen, un lied din ciclul Die schöne Müllerin și câteva cvartete pentru coarde. A compus Sonata în La minor pentru arpeggione și pian (D. 821) în perioada în care avea loc o criză minoră asupra acestui instrument. În primăvara aceluiași ani, a compus Octetul în Fa major (D. 803), o schiță pentru o simfonie, iar în vara aceluiași an s-a întors în Zseliz, unde a devenit pasionat de limbajul muzical ungar și a compus Divertissement à la hongroise în Sol minor pentru două piane (D. 818) și un Cvartat pentru coarde în La minor, Rosamunde (D. 804). Se spune că avea o pasiunea pentru eleva lui, Contesa Eszterházy, dar singura lucrare pe care i-a dedicat-o este Fantezia în Fa minor pentru două piane (D. 940). Dificultățile aniilor trecuți au fost compensate de prosperitatea și fericirea anului 1825. Publicarea a decurs mai rapid, stresul sărăciei a fost pentru o perioadă alinat, iar în timpul verii a avut o vacanță plăcută în nordul Austriei, unde a fost primit cu entuziasm. În timpul acestui voiaj au fost compuse ciclul de 7 lieduri, Fräulein am See bazat pe Lady of the Lake de Walter Scott, care include liedul Ellens Gesang III (D. 839, Op. 52, Nr. 6) pe versurile traducerilor germane ale lui Adam Storck a poemului lui Scott, acum frecvent substituit de întregul text al tradiționalului romano-catolic Ave Maria, pentru care melodia lui Schubert nu este originală. Originalul doar începe cu salutul „Ave Maria”, care se repetă doar în refren. În 1825, Schubert a compus Sonata pentru pian în La minor (D. 845, publicată inițial ca op. 42) și a început Simfonia în Do major (D. 944), care a fost completată anul următor. 
Între anii 1826-1828, Schubert a locuit continuu în Viena, excepție făcând o scurtă vizită la Graz în 1827. Istoria vieții sale în timpul acestor 3 ani a fost neinteresantă și este mai mult decât arhiva compozițiilor sale. În 1826, a dedicat o simfonie (D. 944, care a devenit cunoscută ca Simfonia în Do major) către Gesellschaft der Musikfreunde și a primit în schimb un onorariu. În primăvara anului 1828, a dat pentru singura dată în cariera sa un concert public cu propriile sale lucrări, care a fost primit foarte bine. Compozițiile în sine sunt o biografie suficientă. Cvartetul Nr. 14 în Re minor (D. 810), cu variațiuni pe liedul „Fata și moartea”, a fost compus în iarna dintre anii 1825-1826, și a avut premiera în 25 ianuarie 1826. Mai târziu în același ani a fost compus Cvartetul pentru coarde nr. 15 în Sol major (D. 887, publicat inițial ca op. 161), Rondoul în Si minor pentru vioară și pian (D. 895), Rondeau brillant și Sonata pentru pian în Sol major (D. 894, publicată inițial ca Fantezie în Sol, op. 78). Acestora ar trebui adăugate cele trei lieduri shakesperiene, dintre care „Ständchen” (D. 889) și „An Sylvia” (D. 891) se spune că au fost compuse în aceeași zi, iar cel de-al treilea, la o tavernă la care compozitorul s-a oprit în timpul unei plimbări.
În 1827, Schubert a compus ciclul de lieduri Winterreise (D. 911), un colosal apogeu în arta liedului („remarcabil” a fost felul în care a fost descris la Schubertiade), Fantezia în Do major pentru vioară și pian (D. 934, publicat inițial ca op. post. 159), Imprompus pentru pian și două triouri pentru pian (primul în Si bemol major, al doilea în Mi bemol major). În 1828, a compus cantata Mirjams Siegesgesang (D. 942) pe un text de Franz Grillparzer, Misa în Mi bemol major (D. 950), Tantum Ergo (D. 962) în aceeași tonalitate, Cvintetul pentru coarde în Do major (D. 956), cel de-al doilea „Benedictus” din Misa în Do major (D. 452), ultimele trei sonate pentru pian (D. 958, D. 959, D. 960) și ciclul 13 Lieder nach Gedichten von Rellstab und Heine, cunoscut și ca Schwanengesang (D. 957).
Această colecție menține o legătură între liedurile individuale, atingând adâncurile tragediei și a supranaturalului morbil, care erau rar utilizate de alt compozitor în secolele dinainte. Șase dintre acestea sunt compuse pe versurile lui Heinrich Heine, ale cărui Buch der Lider a apărut în toamnă. Simfonia în Do major (D. 944) este datată în 1828, dar specialiștii în Schubert consideră că aceasta a fost compusă între anii 1825-1826 și a fost revizuită pentru un concert în 1828. Aceasta ar fi fost o practică neobișnuită pentru Schubert, ale cărui publicații erau rareori completate în timpul vieții sale. Imensa lucrare beethovenienă a fost declarată „imposibil de cântat” de către orchestra vieneză. În ultimele săptămâni ale vieții sale, a început să schițeze cea de a treia parte a noii Simfonii în Re major (D. 936A). 
Compozițiile ultimilor doi ani de viață adeveresc un compozitor intens meditativ asupra părții întunecate a psihicului uman și a relațiilor umane, cu un simț al spiritualității mai accentuat și concepții ale lumii de dincolo. El ajunge la adâncimi extraordinare în câteva lucrări mai întunecate ale perioadei, în special în ciclurile de mari dimensiuni. De exemplu, liedul „Der Doppelgänger” (D. 957, No. 13) atingând un climax extraordinar, transmițând disperarea la realizarea respingerii și moartea iminentă, o imagine rigidă și vizionară în sunet și cuvinte care au fost prefigurate înainte în „Der Leiermann” (D. 911, No. 24) la finalul ciclului Winterreise – deși compozitorul a reușit să atingă tihna și comuniunea cu infinitul într-un reflux aproape atemporal, iar fluxul cvintetului de coarte și ultimele sale sonate pentru pian trec prin bucurie, poezie vibrantă și introspecție singuratică. Chiar și în lucrările sale de mari dimensiuni, folosea uneori texturi împrăștiate. În Simfonia în Re Major (D. 936A) el anticipează folosirea lui Mahler a armoniilor și influențe din muzica folclorică. Schubert și-a exprimat dorința, dacă ar fi supraviețuit bolii incurabile, să îți dezvolte cunoștințele de armonie și contrapunct și chiar și-a rezervat un loc la lecțiile de armonie ale lui Simon Sechter.

### Boala incurabilă și moartea
În mijlocul activității sale creatoare, sănătatea sa s-a deteriorat. La finalul anilor 1820, s-a confesat unor prieteni că este în pragul morții.
În vara anului 1823, compozitorul a fost consultat de Ernst Rinna, care i-a confirmat suspiciunile, faptul că suferea de o boală incurabilă. Unele dintre simptomele sale potrivindu-se cu cele ale otrăvirii cu mercur.
Schubert a murit în Viena, la vârsta de 31 de ani pe 19 noiembrie 1828, în apartamentul fratelui său, Ferdinand. Ultima lucrare pe care a dorit să o asculte a fost Cvartetul de coarde nr. 14 în Do# minor, op.131 de Beethoven. Cauza oficială a morții sale a fost febra tifoidă, dar alte teorii au propus sifilisul, deși simptomele nu se potrivesc complet. Inițial, a fost îngropat lângă Beethoven în cimitirul Währinger Ortsfriedhof (astăzi Währinger Schubertpark). Mai târziu, ambii au fost mutați în Zentralfriedhof, Viena, lângă alți compozitori de mare renume, cum ar fi Salieri, Strauss al II-lea, Brahms și mulți alții.

## Creații
Schubert a fost remarcabil de prolific, compunând peste 1.500 de lucrări în scurta sa carieră. Stilul său compozițional a progresat rapid în scurta sa viață. Cel mai mare număr de lucrări sunt scrise pentru voce și pian (peste 600). El a compus, de asemenea un număr considerabil de lucrări pentru două sau mai multe voci, coruri și cantate. A compus 8 uverturi orchestrale și 7 simfonii, pe lângă fragmente ale altor 6. Deși nu a compus niciun concert, a scris 3 lucrări concertante pentru vioară și orchestră. A compus un număr mare de compoziții pentru pian solo, 14 sonate, numeroase variațiuni și diverse dansuri, dar și lucrări pentru două piane. Deține peste 50 de lucrări camerale, incluzând unele lucrări fragmentate. În repertoriul de muzică sacră și-a adus contribuția cu 7 mise, un oratoriu și un recviem, printre alte părți de misă și numeroase compoziții mai mici. A finalizat doar 7 din cele 20 de lucrări scenice pe care și-i le-a propus.

### Stilul
Apetitul de a experimenta s-a manifestat la Schubert în mod repetat prin varietatea de forme și genuri, incluzând opera, muzica liturgică, muzica de cameră și pentru pian solo și muzica simfonică. Probabil, caracterul său aventuros s-a manifestat în mod notabil în a doua parte a Cvintetului de coarde (D. 956), unde el modulează de la Mi major prin Fa minor pentru a se întoarce la tonica din Mi major. De asemenea alegerea neobișnuita a instrumentației în Sonata la minor pentru pian și arpeggione (D. 821) sau notarea neconvențională a Cvintetului Trout. În timp ce a fost influențat în mod cert de forma de sonată clasică a lui Beethoven și Mozart (în lucrările sale de început, printre care cea mai notabilă fiind Simfonia a V-a care este în special mozartiană) structurile sale de formă și evoluția sa tinde să dea impresia unei dezvoltări mai mult melodice decât armonice. Această combinație a formei clasice cu melodia romantică conduc uneori la un discurs dizolvat: Simfonia Do major a fost descrisă de Robert Schumann ca „alergând către dimensiuni cerești”. Inovațiile sale armonice includ părțile în care, prima secțiune se încheie pe tonalitatea subdominantei în loc de cea a dominantei (ultima parte a cvintetului Trout). Compoziția lui Schubert era la acest moment un predecesor, un înaintaș al tehnicii comune romantice a relaxării, în loc să creeze tensiune în mijlocul unei părți, amânând rezolvarea până la final.
Schubert s-a remarcat în genul de lied. Înainte de influența lui Schubert, lied-ul tindea către o structură strofică, un tratament silabic al textului, evocând calitățile muzicii tradiționale specific romantismului naționalist. Printre tratamentele lui Schubert asupra poeziei lui Goethe, compoziția lied-urilor Gretchen am Spinnrade și Der Erkönig ies în evidență pentru caracterul lor dramatic, armonii neașteptate și utilizarea figurațiilor pianistice pictural elocvente, precum descrierea roții de tors și pedala la acompaniamentul de pian din Gretchen și galopul furios și continuu din Erkönig. El a compus muzică folosind poemele multor scriitori, Goethe, Mayrhofer și Schiller fiind cei mai frecvenți. Cele mai importante doua cicluri de lied-uri sunt compuse pe versurile lui Wilhelm Müller, Die Schönne müllerin și Winterreise, care au ajutat la stabilirea genului, a potențialului său muzical, poetic, și a narațiunii aproape operatico-dramatice. Ultimul său ciclu de lied-uri publicat în 1828 după moartea sa, Schwanen Gesang este de asemenea o contribuție inovatice la literatura germană de lied.
Din 1830 până în 1870, Franz Liszt a scris și a aranjat un număr de lucrări ale lui Schubert, în mod special lied-uri. Liszt, care a avut o importanță semnificativă în răspândirea lucrărilor lui Schubert după moartea acestuia, spune că Schubert a fost „cel mai poetic muzician care a trăit vreodată”. Simfoniile lui Schubert au reprezentat un punct de interes pentru Dvorak. Compozitorii secolului XX, Anton Webern, Benjamin Britten, Richard Strauss au adus un omagiu lui Schubert prin intermediul lucrărilor lor.    

### Galerie de imagini

"Ave Maria" (pag.1)
"Ave Maria" (pag.2)
"Ave Maria" (pag.3)
"Serenada"
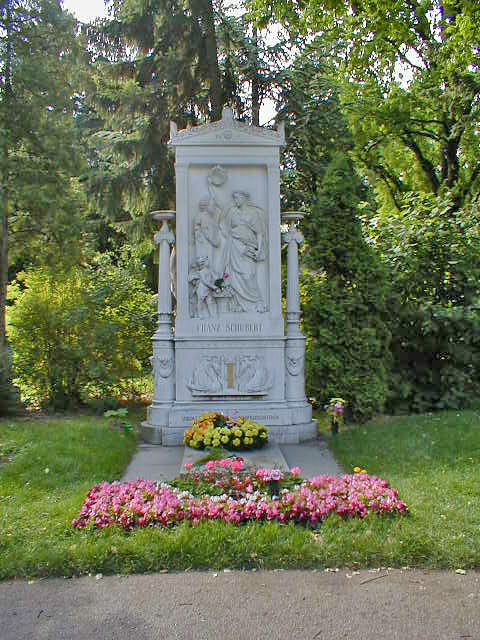
Mormântul lui Franz Schubert din Cimitirul Central (Zentralfriedhof) Viena